# 馬斯基夫齊
50°13′33″N 31°20′9″E / 50.22583°N 31.33583°E
馬斯基夫齊（烏克蘭語：Масківці）是位於烏克蘭北部的村莊，由基辅州布羅瓦里區的巴里希夫卡市鎮負責管轄。該村始建於1820年，面積2.64平方公里，海拔高度94米，2001年人口371，人口密度每平方公里140.5人。